# 韩信破魏、代、赵、燕、齐之战
韩信破魏、代、赵、燕、齐之战，汉二年（公元前205年）至汉四年（前203年）八月，楚汉战争中，韩信击滅或招降魏国、代国、赵国、燕国、齐国五国，对楚军实战略包圍的进攻作战。
前205年五月，楚汉两军在荥阳（今河南省荥阳市东北古荥镇）、成皋（今河南省荥阳市西北汜水镇）一线对峙。是时，魏王豹在河东郡（郡治安邑县，今山西省夏县西北禹王城）反汉。魏军向西可图关中（指函谷关以西的地区），南下可切断关中与荥阳的联络。为解除威胁，八月，刘邦派韩信突袭安邑（今山西省夏县西北禹王城），大破魏军。黄河以北代、赵、燕三国和占有今山东大部的齐国的向背直接关系楚汉战争全局，刘邦采纳韩信“北举燕、赵，东击齐，南绝楚之粮道，西与大王会于荥阳”，对楚实施战略包围的建议，在坚持对楚正面作战的同时，给韩信增兵三万，命其率军东进，开辟北方战场。
九月，韩信率軍在阏与（今山西省和顺县）俘代相夏说，灭代。即以俘获之精兵，补充在荥阳对楚作战的刘邦军，支持正面战场作战。前204年十月，韩信攻赵至太行山八陉之一的井陉口（今河北省井陉县东南），设背水阵，诱敌出战。出奇兵袭占赵军壁垒，大破赵军，生擒赵王歇。灭赵后，韩信采纳原赵国谋臣李左车建议，休整兵马，安抚民众，摆出强攻燕国之势，再派使臣向燕王臧荼陈述利害，遂不战而降燕。齐王田广为阻止韩信军东进，屯兵历下（今山东省济南市西）。刘邦派郦食其劝说田广，田广想要降汉，撤去历下守军。前203年十月，韩信以齐国没有防备，攻破历下，进占齐都临淄（今山东省淄博市东北临淄故城）。田广向楚齐救。项羽以龙且率兵号称二十万来援齐国。十一月，韩信与齐、楚联军战于濰水（今山东濰河）。韩信乗夜以沙袋在上游将河水堵截，天明诱敌进攻。齐、楚联军渡水进击时，汉军掘开沙袋放水，将联军冲成两段。韩信以其半渡发起攻击，大败齐楚联军，俘虏齐王田广，尽占齐地，直接威胁楚都彭城（今江苏省徐州市）。至此，韩信率军东向二千余里，从东、北两面完成了对楚军的战略包围，牵制、分散了楚軍，减轻了汉军正面战场压力，为刘邦获得楚汉战争胜利创造了有利条件。